# Добра Вода (округ Трнава)
Добра Вода (словац. Dobrá Voda) — село, громада округу Трнава, Трнавський край. Кадастрова площа громади — 32.98 км².
Населення 797 осіб (станом на 31 грудня 2020 року).

## Історія
Добра Вода згадується 1392 року.

## Географія
Протікають Ясеньовий потік і Главіна.

## Населення
| Рік:            | 1994. | 2004.   | 2014.   | 2024.   |
| --------------- | ----- | ------- | ------- | ------- |
| Кількість осіб: | 855   | 841     | 810     | 795     |
| Різниця:        |       | -1,63 % | -3,68 % | -1,85 % |

| Рік:            | 2023. | 2024.   |
| --------------- | ----- | ------- |
| Кількість осіб: | 787   | 795     |
| Різниця:        |       | +1,01 % |